# .gm
.gm je vrhovna internetska domena (country code top-level domain - ccTLD) za Gambiju. Domenom upravlja GM-NIC.

## Vanjske poveznice
- IANA .gm whois informacija  Arhivirana inačica izvorne stranice od 27. travnja 2006. (Wayback Machine)